# Klášter Romainmôtier
Klášter Romainmôtier je bývalý benediktinský klášter v obci Romainmôtier-Envy ve švýcarském kantonu Vaud.

## Historie

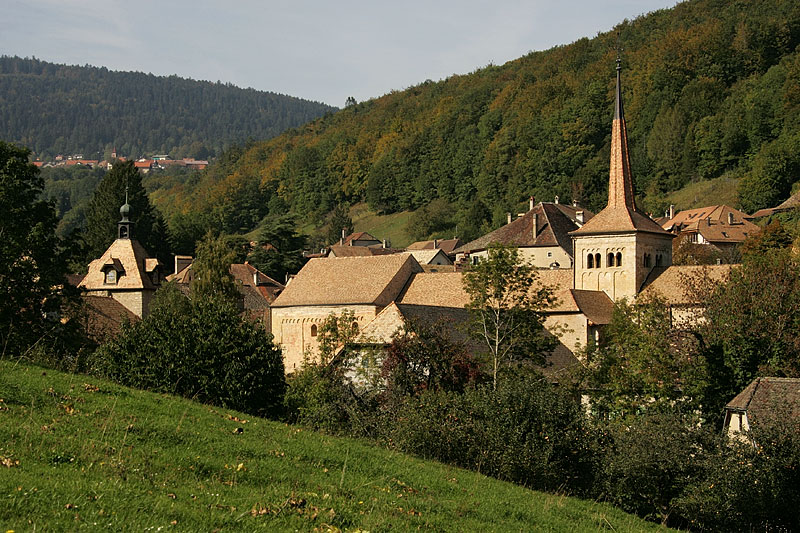
Pohled od jihu

Podle legendy byl klášter založen kolem roku 450 svatým Romanem z Condatu, „otcem Jury“ ze Saint-Claude ve Francii, a je tak nejstarším klášterem založeným ve Švýcarsku. Tento první klášter byl v polovině 6. století zničen Alamany.
Félix Chramnélène založil v roce 632 druhé opatství podle zásad svatého Kolumbána. V roce 753 navštívil opatství papež Štěpán II. a podřídil ho přímo Svatému stolci. Tak dostalo jméno Romanum monasterium - podle jiných zdrojů však název pochází od svatého Romaina. Od té doby žijí mniši podle benediktinských řádových pravidel. Nicméně opatství se následně stalo klášterem burgundských králů, kteří jej v roce 928/929 předali reformnímu klášteru v Cluny. Od této doby měl Romainmôtier status převorství a teprve v roce 1447 získal opět titul opatství. Přesto burgundský král Rudolf III. a později i bohaté rodiny z Vaudu věnovaly klášteru značné dary. Benediktini se podíleli na kolonizaci svého okolí, roku 1139 založili ves Vallorbe.
Tyto dary znamenaly pro klášter počátek období prosperity, které trvalo až do 15. století. Díky tomu byl do roku 1027 postaven nový kostel v románském slohu podle vzoru druhého opatského kostela v Cluny. Současná podoba opatství pochází z 11. století. Klášterní kostel sv. Petra a Pavla je stavebně velmi podobný kostelům s valenou klenbou v Tournu a Chapaize. Jedná se o nejstarší stavbu románské architektury na území Švýcarska.
Poté, co se Romainmôtier ve 13. století dostal pod vliv savojských vévodů, začalo opatství upadat. Od té doby byl úřad převora svěřován pouze savojským oblíbencům. Po dobytí Vaudu Bernem bylo opatství v roce 1536 zrušeno. Důvodem okamžité sekularizace byly pravděpodobně úzké vazby na Savojsko, nepřítele Bernu. V důsledku toho byly klášterní a konventní budovy s výjimkou domu převora zbořeny a klášterní kostel byl v roce 1537 přeměněn na reformovaný farní kostel.

## Popis

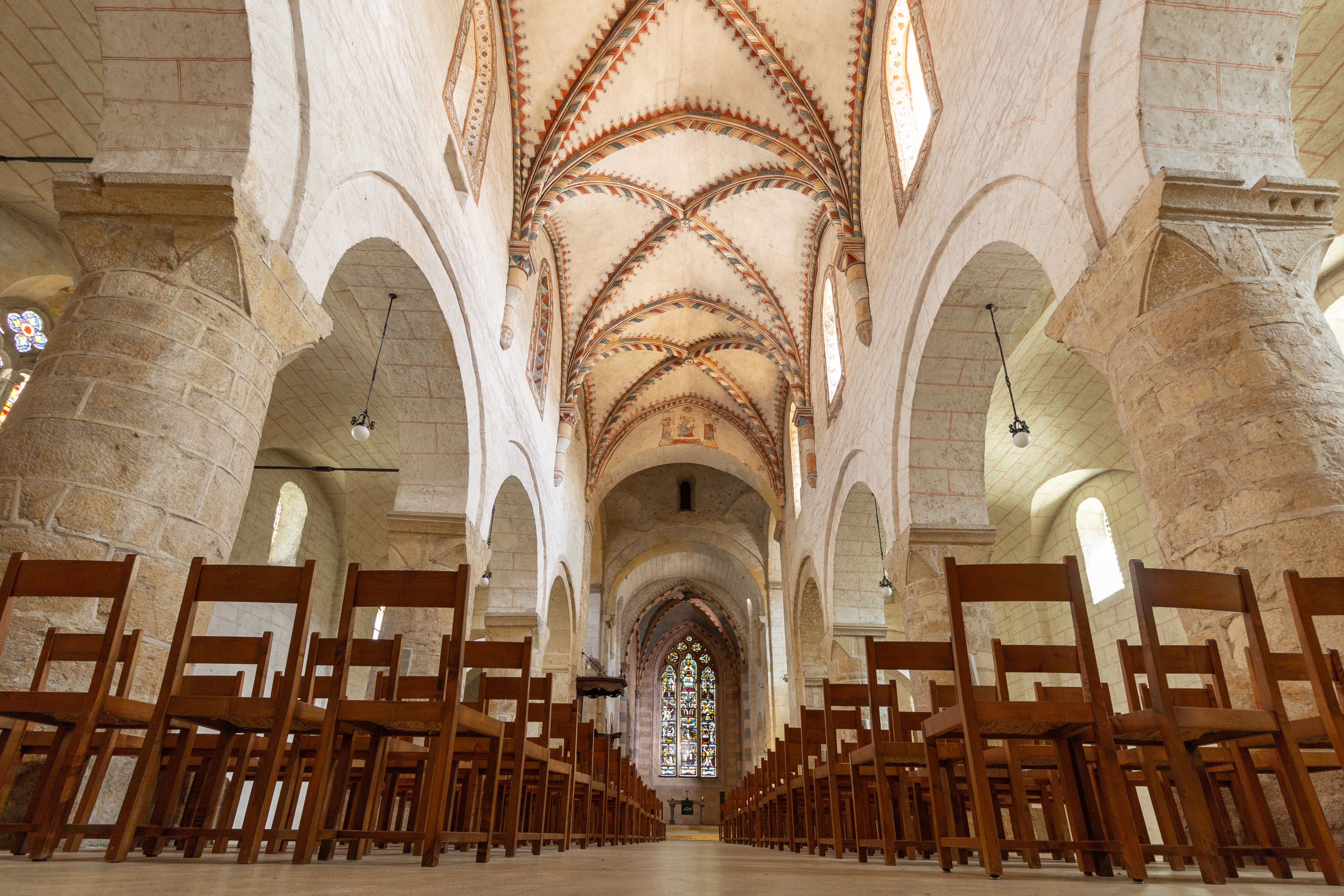
Interiér kostela

Kolegiátní kostel Romainmôtier byl postaven v letech 990 až 1030 a do současnosti se téměř nezměnil. Je považován za jednu z nejstarších staveb románského slohu ve Švýcarsku. Bazilika má půdorys ve tvaru kříže: loď se třemi loděmi, transept a křížová věž s plochou jehlancovou střechou, která je zakončena špičatou věžičkou (přistavěnou v 15. století). Původní tři apsidy se nedochovaly; ve 14. a 15. století byly nahrazeny obdélníkovými gotickými kaplemi. Jedna z nich má osmibokou arkýřovou věž. Vstupní prostor byl přistavěn ve 14. století.
Uvnitř kolegiátního kostela se nachází ambo (raná forma kazatelny) z předchozí stavby z 8. století. Za pozornost stojí také ležící hrobka převora Henriho de Siviriez (14. století), hrobka převora Jeana de Seyssel, fresky ze 14. století a chórové lavice z 15. století. Na jižní straně kostela jsou patrné zbytky bývalého kláštera.
Dům převora ze 13. století sloužil po sekularizaci kláštera jako oficiální sídlo a hrad bernského rychtáře z Romainmôtier. V 16. a 17. století byl několikrát přestavěn. Po pádu Staré konfederace byl hrad přestavěn na tkalcovnu a tkalcovskou dílnu a bylo zde postaveno několik bytů. Časem zchátralé budovy byly obnoveny ve 20. století díky místní osobnosti a mecenášce Katharině von Arx. V bývalém převorském domě dnes sídlí centrum setkávání umělců.